# Amnia
L'Amnìa (Gökırmak in turco, ovvero "fiume azzurro") è un fiume della penisola anatolica che nasce sul Monte Ilgaz nella provincia di Kastamonu e scorre in direzione est, passando per Kastamonu, Taşköprü, Boyabat e Durağan per poi unirsi al  Kızıl, il principale fiume della Turchia.